# Murmur
Murmur is het debuutalbum van de Amerikaanse rockband R.E.M. Het werd in april 1983 uitgebracht door I.R.S. Records. De liedjes "Radio Free Europe" en "Talk About the Passion" werden tevens uitgebracht als single. "Radio Free Europe" was in juli 1981 ook al eens uitgebracht, maar voor Murmur nam de band het liedje opnieuw op. R.E.M. bereikte met het album de 36ste plaats in de Amerikaanse hitlijst Billboard 200. Het muziektijdschrift Rolling Stone riep het uit tot album van het jaar. Murmur staat beschreven in het boek 1001 Albums You Must Hear Before You Die.

## Liedjes

### Kant één
1. "Radio Free Europe" (4:06)
2. "Pilgrimage" (4:30)
3. "Laughing" (3:57)
4. "Talk About the Passion" (3:23)
5. "Moral Kiosk" (3:31)
6. "Perfect Circle" (3:29)

### Kant twee
1. "Catapult" (3:55)
2. "Sitting Still" (3:17)
3. "9-9" (3:03)
4. "Shaking Through" (4:30)
5. "We Walk" (3:02)
6. "West of the Fields" (3:17)